# Sphinctomyrmex steinheili
Sphinctomyrmex steinheili é uma espécie de formiga do gênero Sphinctomyrmex.